# 凌云 (1964年)
凌云（1964年7月—），安徽肥东人，中华人民共和国政治人物。安徽大学经济系国民经济计划及管理专业本科毕业，厦门大学财政金融系财政学专业研究生学历，经济学硕士。曾任合肥市市长、中共黄山市委书记等职务，現任第十三届安徽省政协港澳台侨和外事委员会主任。

## 生平
1986年7月，毕业于安徽大学经济系国民经济计划及管理专业。1988年5月加入中国共产党。1988年7月，毕业于厦门大学财政金融系财政学专业，获经济学硕士。
毕业后即参加工作，先后担任安徽省财政厅预算处科员、副主任科员、主任科员、副处长，国库处处长，亳州市财政局局长、党组书记。2003年11月，任亳州市副市长，市财政局局长、党组书记。2005年12月，任中共亳州市委常委、市政府副市长。2006年11月，任中共亳州市委常委、市政府副市长、市委宣传部长。
2008年5月，任中共合肥市委常委、组织部长。2013年6月，任中共合肥市委副书记。2016年8月，任中共合肥市委副书记、市委党校校长（兼），市人民政府副市长、代理市长、党组书记（2016年10月，当选市长)。2018年2月24日，当选为第十三届全国人大代表。2021年4月，任中共黄山市委书记，2024年12月，卸任中共黄山市委书记。
2025年1月17日，增补为安徽省政协委员，同时担任安徽省政协港澳台侨和外事委员会主任。